# Willebrief
Willebrief (mhd., = schriftliche Zustimmung). Sofern königl. Entscheidungen Reichsrecht (z. B. Reichslehen, Reichsgut) betrafen, war der schriftliche Konsens der Reichsfürsten, vom 13. Jahrhundert an vor allem der Kurfürsten einzuholen. Im Spätmittelalter war der Willebrief der Kurfürsten deren wichtigstes Instrument zur Beeinflussung der Reichspolitik.